# Кромпирова златица
Кромпирова златица или буба кромпирача (лат. Leptinotarsa decemlineata) је инсект из породице златица или буба листара (Chrysomelidae), веома значајан у пољопривреди као штеточина кромпира. Величина тела одраслих кромпирових златица креће се до 1 cm, јарко жуте (до наранџасте) су боје са 10 уздужних пруга. Овај тврдокрилац је пореклом са запада Северне Америке, са падина Стеновитих планина.

## Таксономија
Кромпирову златицу први пут је приметио Томас Натал 1811. године, а званично ју је описао амерички ентомолог Томас Сеј 1824. године. Бубе су сакупљене у Стеновитим планинама, где су се храниле бивољим буром, Solanum rostratum. Род Leptinotarsa приписује се племену хрисолмелидне бубе Doryphorini (у потпородици Chrysomelinae), коју дели са пет других родова: Doryphora, Calligrapha, Labidomera, Proseicela, и Zygogramma.

## Опис
Одрасле бубе су обично 6—11 mm (0,24—0,43 in) дугачке и 3 мм 3 mm (0,12 in) широке. Тешке су 50-170 mg. Бубе су наранџасто-жуте боје са 10 карактеристичних црних пруга на наткриљу. Специфичан назив decemlineata, што значи 'десетoредна', потиче од ове карактеристике. Одрасле бубе се, међутим, могу визуелно погрешно поистоветити са L. juncta, лажном кромпировом бубом, која није пољопривредна штеточина. L. juncta такође има наизменичне црне и беле траке на леђима, али једна од белих трака у центру сваког поклопца крила недостаје и замењена је светлобраон траком.
Наранџасто-ружичасте ларве имају велики стомак са 9 сегмената, црну главу и истакнуте одушке, и могу достићи дужину до 15 mm (0,59 in) у свом последњем стадију. Ларва бубе има четири стадијума. Глава остаје црна током ових фаза, али пронотум мења боју од црне код ларви првог и другог узраста до наранџасто-браон ивице у трећем степену. Код ларви четвртог степена, око половина пронотума је обојена светло браон. Ово племе се у оквиру потфамилије одликује округлим до овалним конвексним телима, која су обично јарке боје, једноставним канџама које се одвајају у основи, отвореним шупљинама иза прококса и променљивим апикалним сегментом максиларне палпе.

## Дистрибуција
Буба је највероватније пореклом из области између Колорада и северног Мексика, а открио ју је 1824. Томас Сеј у Стеновитим планинама. Она је нађена у Северној Америци, и у данашње време је присутна у свим америчким државама и провинцијама осим Аљаске, Калифорније, Хаваја и Неваде. Она исто тако сада има широку распрострањеност широм Европе и Азије, што укупно сачињава преко 16 милиона km².
Њена прва повезаност са биљком кромпира (Solanum tuberosum) настала је тек око 1859. године, када је почела да уништава усеве кромпира у региону Омахе, Небраска. Њено ширење ка истоку било је брзо, са просечним растојањима од 140 km годишње. До 1874. стигла је до обале Атлантика. Од 1871. године амерички ентомолог Чарлс Валентин Рајли упозоравао је Европљане на могућност случајне заразе изазване транспортом бубе из Америке. Од 1875. године, неколико западноевропских земаља, укључујући Немачку, Белгију, Француску и Швајцарску, забраниле су увоз америчког кромпира како би избегле заразу са L. decemlineata.
Ове контроле су се показале неефикасним, јер је буба убрзо стигла у Европу. Године 1877. L. decemlineata је стигла у Уједињено Краљевство и први пут је забележена са докова Ливерпула, али се није усталила. Дошло је до многих даљих избијања; врста је искорењена у Великој Британији најмање 163 пута. Последња велика епидемија била је 1976. У Уједињеном Краљевству остаје као карантинска штеточина коју треба пријавити и   је надгледа како би спречила њено ширење. Анализа трошкова и користи из 1981. године сугерише да је цена мера коришћених за уклањање L. decemlineata из Уједињеног Краљевства била мања од вероватних трошкова контроле ако се успостави.
На другим местима у Европи, буба се настанила у близини америчких војних база у Бордоу током или непосредно након Првог светског рата и наставила да се шири до почетка Другог светског рата у Белгију, Холандију и Шпанију. Популација се драматично повећала током и непосредно након Другог светског рата и проширила се на исток, а буба се сада налази на већем делу континента. После Другог светског рата, у совјетској окупационој зони Немачке, скоро половину свих кромпирових поља заразила је буба до 1950. У Источној Немачкој су биле познате као Амикафер („Јенки бубе“) након што је влада тврдила да су бубе испуштене америчким авионима. У Европској унији остаје регулисана (карантинска) штеточина за Републику Ирску, Балеарска острва, Кипар, Малту и јужне делове Шведске и Финске. Није успостављена ни у једној од ових држава чланица, али може доћи до повремених инфестација када, на пример, ветар однесе одрасле јединке из Русије у Финску.
Буба има потенцијал да се прошири на умерена подручја источне Азије, Индије, Јужне Америке, Африке, Новог Зеланда и Аустралије.
- Изворни распон кромпира, и изворни и садашњи распон кромпирове златице
- Проширење опсега кромпирове златице у Северној Америци, 1859–1876
- Ширење опсега кромпирове златице у Европи, 1921–1964.

## Животни циклус
Женке колорадске златице су веома плодне и способне су да положе преко 500 јаја у периоду од 4 до 5 недеља. Јаја су жута до наранџаста, и дугачка су око 1 mm (0,039 in). Обично се депонују у серијама од око 30 на доњој страни листова домаћина. Развој свих животних фаза зависи од температуре. После 4–15 дана, из јаја се излегу црвенкасто-браон ларве са грбавим леђима и два реда тамносмеђих мрља са обе стране. Хране се листовима својих биљака домаћина. Ларве напредују кроз четири различите фазе раста (старости). Након прве фазе су око 1,50 mm (0,059 in) дуге, а последње (четврте) 8 mm (0,31 in). Од првог до трећег степена сваки траје око 2-3 дана; четврти траје 4–7 дана. По достизању пуне величине, свака јединка након четвртог стадијума проводи неколико дана као предпупа која се не храни, што се може препознати по неактивности и светлијој обојености. Преткукуљице падају на тло и закопавају се на дубину од неколико инча, а затим формира лутку. За 5 до 10 дана, одрасла буба излази да се нахрани и пари. Ова буба тако може да пређе из јајета у одраслу јединку за само 21 дан. У зависности од температуре, светлосних услова и квалитета домаћина, одрасле јединке могу ући у дијапаузу и одложити појаву до пролећа. Затим се враћају својим биљкама домаћинима да се паре и хране. Одрасле јединке које презимљују могу почети да се паре у року од 24 сата од пролећног изласка. На неким локацијама се могу појавити три или више генерација сваке вегетацијске сезоне.
- Јаја положена на доњу страну листа
- Ларва првог степена након излегања
- Рани (3.) стадијум ларви
- Касни (4.) стадијум ларве, пре пупирања
- Пупа
- Одрасла буба након ницања
- Парење одраслих буба

## Понашање и екологија

### Исхрана
има јаку везу са биљкама из породице Solanaceae, посебно са онима из рода Solanum. Директно је повезана са Solanum cornutum (бивољи-бур), Solanum nigrum (црно велебиље), Solanum melongena (патлиџан), Solanum dulcamara (горко-слатко велебиље), Solanum luteum (длакаво велебиље), Solanum tuberosum (кромпир) и Solanum elaeagnifolium (сребролистно велебиље). Повезују се и са другим биљкама из ове породице, а то су врсте Solanum lycopersicum (парадајз) и род Capsicum (бибер).

### Предатори
Најмање 13 родова инсеката, три породице паука, један фалангид (Opiliones) и једна гриња су забележени као општи или специјализовани предатори различитих стадијума L. decemlineata. То укључује површинску бубу Lebia grandis, кокинелидне бубе Coleomegilla maculata и Hippodamia convergens, штитасте бубе Perillus bioculatus и Podisus maculiventris, различите врсте мрежокрилаца из рода Chrysopa, род осе Polistes и дамсел бубе из рода .
Предаторска површинска буба L. grandis је предатор и јаја и ларви L. decemlineata, а њене ларве су паразитоиди кукуљица. Одрасла јединка L. grandis може појести до 23 јаја или 3,3 ларве у једном дану.
У лабораторијском експерименту, Podisus maculiventris је коришћен као предаторска претња за женске примерке L. decemlineata, што је резултирало производњом неодрживих трофичних јаја поред одрживих; овај одговор на предатора је осигурао да је доступна додатна храна за новоизлежено потомство како би се повећала њихова стопа преживљавања. Исти експеримент је такође демонстрирао канибализам неизлежених јаја од стране новоизлежених ларви L. decemlineata као антипредаторског одговора.
| Тип | Врста | Ред        | Напада               | Локација                | Референце |
| --- | ----- | ---------- | -------------------- | ----------------------- | --------- |
|     |       |            | Одрасли              | САД, Мексико            | [ 26 ]    |
|     |       |            | Јаја                 | САД, Мексико, Колумбија | [ 27 ]    |
|     |       |            | Јаја                 | САД                     |           |
|     |       |            | Јаја                 | САД                     |           |
|     |       |            | Ларва                | САД, Канада             |           |
|     |       |            | Ларва                | Русија                  |           |
|     |       |            | Одрасли              | Немачка                 |           |
|     |       |            | Одрасли              | Космополитно            | [ 28 ]    |
|     |       |            | Одрасли              | Космополитно            |           |
|     |       | Coleoptera | Јаја, ларве, одрасли | САД                     |           |
|     |       |            | Јаја, ларве          | САД, Мексико            |           |
|     |       |            | Ларве                | САД                     | [ 29 ]    |
|     |       |            | Јаја, ларве          | САД, Мексико            | [ 30 ]    |
|     |       |            | Јаја, ларве, одрасли | САД, Мексико, Канада    | [ 31 ]    |
|     |       |            | Ларве                | САД                     | [ 32 ]    |
|     |       |            | Ларве                | САД                     |           |
|     |       |            | Ларве                | САД                     |           |
|     |       |            | Ларве                | САД, Мексико            |           |
|     |       |            | Ларве                | САД, Канада, Европа     |           |
|     |       |            | Одрасли, ларве       | Космополитно            | [ 33 ]    |
|     |       |            | Одрасли, ларве       | Северна Америка, Европа | [ 34 ]    |
|     |       |            | Одрасли, ларве       | САД                     | [ 35 ]    |